# Atanas Daltsjev
Atanas Christov Daltsjev (Bulgaars: Атанас Христов Далчев) (Thessaloniki, 12 juni 1904 - Sofia, 17 januari 1978) was een Bulgaars dichter, criticus en vertaler. Hij was een van de toonaangevendste Bulgaarse dichters van de jaren twintig en dertig. Daltsjev was daarnaast ook een vooraanstaand vertaler van poëzie en fictie van Franse, Spaanse, Engelse, Duitse en Russische auteurs. Hij ontving de Herderprijs in 1972 (voor zijn literaire werk) en het Ereteken van de Sovjet-Unie in 1967 (voor de popularisering van de Russische cultuur in Bulgarije).

## Leven en werk
Daltsjev werd geboren in Thessaloniki (Ottomaanse Rijk). Zijn vader Christo Daltsjev was een advocaat, die als parlementslid van de Federatieve Volkspartij (Bulgaarse afdeling) Macedonische Bulgaren vertegenwoordigde in het Ottomaanse parlement. Het gezin verhuisde in 1913 na de Balkanoorlogen naar Sofia. In 1922 studeerde hij af van de Universiteit van Sofia.
In 1926 publiceerde Daltsjev zijn eerste dichtbundel genaamd Prozorets (Venster). Na zijn afstuderen in pedagogiek en filosofie aan de Universiteit van Sofia (1927), werden zijn volgende drie collecties uitgebracht in 1928, 1930 en 1943.
In 1945 was Daltsjev een van de eerste schrijvers die werd aangevallen door het communistische regime in Bulgarije vanwege zijn zogenaamd burgerlijke stijl en artistieke concepten. Dit leidde tot een periode van poëtische stilte, die pas na 1956 werd verbroken. In de laatste decennia van zijn leven creëerde Daltjsev ongeveer 25 gedichten. In plaats van opeenvolgende delen werd zijn poëzie gepubliceerd in bundels waar de nieuwe werken zijn vier vooroorlogse poëtische boeken aanvulden.
Nadat Daltsjev in de jaren twintig de Bulgaarse literaire scene betrad als lid van de literaire kring van Strelets (Boogschutter), was hij een voorstander van het in overeenstemming brengen van de nationale cultuur met de waarden en artistieke praktijken van het moderne Europa. Zijn poëzie en kritische artikelen vestigden zich als een vooraanstaand tegenstander van symbolistische esthetiek. Zijn werken worden gekenmerkt door een sterke nadruk op gevoeligheid en de concreetheid van ervaringen en artistieke beelden. Tegelijkertijd stellen ze de vraag naar de beperkingen van de materiële wereld, die leiden tot de populaire kwalificatie van Daltsjev als een metafysicus in het concrete (метафизик в конкретното).
In 1967 publiceerde Daltsjev een klein boekje getiteld Fragmenti (Fragmenten) met aforismen, gedachten en indrukken die oorspronkelijk in verschillende tijdschriften verschenen. Fragments vestigde de auteur als een prominent aforist. Bekend om zijn non-conformisme en ondanks zijn bescheiden originele productie, behoort Daltsjev tot de grootste autoriteiten in de Bulgaarse cultuur van de 20e eeuw, een van de meest gelezen en meest leesbare Bulgaarse dichters, evenals de leidende niet-geïnstitutionaliseerde Bulgaarse klassieke auteur.
Hij stierf in Sofia in 1978. In 1984 bracht de uitgeverij Balgarski Pisatel Daltsjevs verzamelde werken in twee delen uit, met zijn poëzie, critici, aforismen en vertalingen.
Gedichten en geselecteerde aforismen van Atanas Daltsjev zijn vertaald in het Frans, Russisch, Pools, Tsjechisch, Slowaaks, Hongaars, Duits, Italiaans, Frans, Spaans, Engels, Turks, Chinees, Japans, Arabisch, Zweeds en andere talen in tijdschriften en literaire bloemlezingen.

## Werk in Nederlandse vertaling
- Ontvolkte plaatsen (Arethusa Pers Herber Blokland, 1992). Vertaling Jan Paul Hinrichs
- Fragmenten (Arethusa Pers Herber Blokland, 1995). Vertaling Jan Paul Hinrichs
- Ontvolkte plaatsen (De Lantaarn, 2007). Vertaling Jan Paul Hinrichs [= herdruk van de twee voorgaande uitgaven]

## Artikelen in het Nederlands
- Hinrichs, Jan Paul: 'Een Bulgaars geweten', Tirade 30 (1986) nummer 302, p. 36-42.
- Hinrichs, Jan Paul: 'De stroomversnelling van de jaren spoelt alles weg. Atanas Daltsjev, poet's poet uit de Soloenskastraat', in: Jan Paul Hinrichs, Sofia Express (Bas Lubberhuizen, 2019) p. 61-71